# TFBOYS
TFBOYS（全名：The Fighting BOYS，中文名為加油男孩）是時代峰峻旗下的第一代少年偶像组合，组合成員由王俊凯、王源與易烊千玺組成，於2013年8月6日出道。

## 组合经历
2013年8月6日时代峰峻推出，于网络发布以組合形象宣傳片《十年》正式出道，并发行首张EP。
2014年2月14日，由王源、王俊凯主演的TF家族自制网络剧《男生学院自习室》上线首播，成员易烊千玺因学业缺席第一季，于第二季加盟主演，三人分别饰演马思远、Karry和千智赫。
2014年4月，获得第二届音乐V榜年度盛典音悦直播人气歌手奖、内地最具人气歌手奖；9月，受邀担任央视公益节目《开学第一课》的表演嘉宾。2016年2月首次登上央视春晚表演《幸福成長》。2017年7月，主演的青春励志剧《我们的少年时代》播出。
2017年9月16日，分別成立個人工作室，並開通個人工作室官方微博。2017年12月，发行首张正规专辑《我们的时光》。2020年1月11日，获得2019微博之夜微博十年影响力组合奖 。2020年12月27日，TFBOYS在日光旅行七周年演唱会創下了“单一平台最多人同时在线观看的付费演唱会”吉尼斯世界紀錄。
2023年8月6日，在西安奥林匹克体育中心举办十年之约演唱会。

## 成員資料
| 姓名     | 英文名      | 出生日期                          |
| -------- | ----------- | --------------------------------- |
| 王俊凱   | Karry Wang  | 1999年9月21日 · 中国重慶市        |
| 王源     | Roy Wang    | 2000年11月8日 · 中国重慶市        |
| 易烊千璽 | Jackson Yee | 2000年11月28日 · 中国湖南省懷化市 |

## 音樂作品

### 專輯
| #      | 专辑名字      | 发行日期       | 曲目 |
| ------ | ------------- | -------------- | --- |
| 1st    | Heart 夢·出發 | 2013年10月4日  | 专辑曲目 1. Heart 2. 爱出发 3. 梦想起航 4. Heart (伴奏) |
| 2nd    | 青春修煉手冊  | 2014年11月17日 | 专辑曲目 1. 青春修炼手册 2. 幸运符号 3. 快乐环岛 4. 信仰之名 |
| 3rd    | 大夢想家      | 2015年12月18日 | 专辑曲目 1. 大梦想家 2. 宠爱 3. 样（YOUNG） 4. 剩下的盛夏 (feat.嘻游记) 5. 少年说 6. Love With You                                                                      |
| 4th    | 我們的時光    | 2017年12月15日 | 专辑曲目 1. 我们的时光 2. 躲猫猫 3. 不完美小孩 4. 是你 5. 小精灵 6. 小棉袄（王俊凯单人） 7. 长大以后的世界（王源单人） 8. 你说（易烊千玺单人） 9. 真心话太冒险 10. 萤火 |
| 精选辑 | 十年          |                | |

### 單曲
| 单曲名               | 发布日期       | 备注                                                 |
| -------------------- | -------------- | ---------------------------------------------------- |
| 魔法城堡             | 2014年3月17日  |                                                      |
| 想唱就唱             | 2014年7月5日   | 《我就是我》电影原声带                               |
| 为梦想，时刻准备着   | 2014年8月6日   |                                                      |
| 开学第一课           | 2014年9月1日   | 《开学第一课》主题曲                                 |
| 恋西游               | 2015年4月14日  |                                                      |
| 我们是共产主义接班人 | 2015年6月1日   | 与韩庚合唱                                           |
| 梦想天灯2016         | 2015年12月14日 | 与羽·泉合唱                                          |
| 守護家               | 2016年5月20日  |                                                      |
| 未來的進擊           | 2016年7月4日   | 《超少年密码》主题曲                                 |
| 不息之河             | 2016年10月12日 |                                                      |
| 同一秒快樂           | 2017年6月30日  |                                                      |
| 加油！Amigo！        | 2017年7月3日   | <我们的少年时代>主题曲                               |
| Tonight Forever      | 2017年12月11日 | 与王力宏合唱 收录于王力宏第16张录音室专辑《A.I. 愛》 |
| 喜欢你               | 2018年8月17日  | 五周年EP《喜欢你》                                   |
| 最好的那年           | 2018年8月17日  | 五周年EP《喜欢你》                                   |
| 第一次告白           | 2019年8月5日   | 六周年EP《第一次告白》                               |
| 我的朋友             | 2019年8月5日   | 六周年EP《第一次告白》                               |
| 和你在一起           | 2020年8月6日   | 七周年EP《和你在一起》                               |
| 灯火                 | 2020年8月6日   | 七周年EP《和你在一起》                               |
| 明天见               | 2023年8月5日   | 十周年单曲                                           |

## 演唱會
| 週年 | 主題              | 日期          | 地點                     | 直播平台                             | 现场版专辑上线时间 |
| ---- | ----------------- | ------------- | ------------------------ | ------------------------------------ | ------------------ |
| 2nd  | TFBOYS Fan’s Time | 2015年8月15日 | 中国北京萬事達中心       | 愛奇藝                               | 2015年8月15日      |
| 3rd  | 三週年三部曲      | 2016年8月6日  | 中国北京樂視體育生態中心 | 騰訊視頻                             |                    |
| 3rd  | 三週年三部曲      | 2016年8月13日 | 中国廣州國際體育演藝中心 | 芒果TV                               |                    |
| 4th  | Alive Four        | 2017年8月11日 | 中国南京奧體中心體育館   |                                      | 2017年8月22日      |
| 4th  | Alive Four        | 2017年8月13日 | 中国南京奧體中心體育館   | 騰訊視頻                             | 2017年8月22日      |
| 5th  | 1826+開始•想象    | 2018年8月24日 | 中国北京工人體育場       | 騰訊視頻、QQ音樂、酷狗音樂、酷我音樂 | 2018年8月30日      |
| 6th  | 告白 The Fever    | 2019年8月10日 | 中国深圳                 | 騰訊音樂娛樂集團                     | 2019年8月22日      |
| 7th  | 日光旅行          | 2020年8月22日 | 線上                     | 网易云音乐                           | 2020年8月31日      |
| 10th | 十年之约          | 2023年8月6日  | 中国西安奥体中心体育场   | 优酷                                 | 2024年8月6日       |

## 獎項
| 年份   | 日期     | 主辦單位         | 典禮名稱                          | 獎項                                   | 結果 | 備注  |
| ------ | -------- | ---------------- | --------------------------------- | -------------------------------------- | ---- | ----- |
| 2014年 | 4月15日  | 音悦Tai          | 2014第二屆音悅V榜年度盛典         | 内地最具人气歌手                       | 獲獎 | [ 4 ] |
| 2014年 | 4月15日  | 音悦Tai          | 2014第二屆音悅V榜年度盛典         | 音悦直播人气歌手                       | 獲獎 |       |
| 2014年 | 12月6日  | 爱奇艺           | 尖叫2015爱奇艺之夜年度盛典        | 2014年度最受歡迎組合                   | 獲獎 | [ 5 ] |
| 2014年 | 12月6日  | 爱奇艺           | 尖叫2015爱奇艺之夜年度盛典        | 2014年度金曲                           | 獲獎 | [ 5 ] |
| 2015年 | 1月15日  | 新浪微博         | 2014微博之夜                      | 微博2014年度公益貢獻獎                 | 獲獎 | [ 6 ] |
| 2015年 | 3月25日  | QQ音樂           | 2015 QQ音樂年度盛典               | 2014年度最受歡迎華語組合               | 獲獎 | [ 7 ] |
| 2015年 | 3月25日  | QQ音樂           | 2015 QQ音樂年度盛典               | 2014年度内地乐坛新势力组合             | 獲獎 |       |
| 2015年 | 3月25日  | QQ音樂           | 2015 QQ音樂年度盛典               | QQ音樂網絡人氣王                       | 獲獎 |       |
| 2015年 | 3月30日  | 东方风云榜       | 2015 第二十二届东方风云榜音乐盛典 | 年度风云组合                           | 獲獎 | [ 8 ] |
| 2015年 | 3月30日  | 东方风云榜       | 2015 第二十二届东方风云榜音乐盛典 | 十大金曲《青春修炼手册》               | 獲獎 |       |
| 2015年 | 3月30日  | 东方风云榜       | 2015 第二十二届东方风云榜音乐盛典 | 最佳组合                               | 獲獎 |       |
| 2015年 | 4月8日   | 爱奇艺           | 2015 爱奇艺音乐榜                 | 第一季金曲歌王《信仰之名》             | 獲獎 |       |
| 2015年 | 4月11日  | 音悦Tai          | 2015第三屆音悅V榜年度盛典         | 内地最具人气歌手                       | 獲獎 |       |
| 2015年 | 4月11日  | 音悦Tai          | 2015第三屆音悅V榜年度盛典         | 内地年度風向藝人                       | 獲獎 |       |
| 2015年 | 4月11日  | 音悦Tai          | 2015第三屆音悅V榜年度盛典         | 音悦直播人气歌手                       | 獲獎 |       |
| 2015年 | 4月13日  | 光线传媒         | 2015第十五届音乐风云榜年度盛典    | 最受欢迎歌曲《青春修炼手册》           | 獲獎 |       |
| 2015年 | 4月13日  | 光线传媒         | 2015第十五届音乐风云榜年度盛典    | 组委会推荐十大金曲之一《青春修炼手册》 | 獲獎 |       |
| 2015年 | 4月13日  | 光线传媒         | 2015第十五届音乐风云榜年度盛典    | 最受欢迎內地组合及乐队                 | 獲獎 |       |
| 2016年 | 2月4日   | 明星权力榜       | 2015明星权力榜年度颁奖盛典        | 年度最受欢迎组合                       | 獲獎 |       |
| 2016年 | 3月23日  | QQ音樂           | 2016 QQ音乐巅峰盛典               | 最受欢迎华语组合                       | 獲獎 |       |
| 2016年 | 3月23日  | QQ音樂           | 2016 QQ音乐巅峰盛典               | QQ音乐巅峰榜至尊分享《宠爱》           | 獲獎 |       |
| 2016年 | 3月23日  | QQ音樂           | 2016 QQ音乐巅峰盛典               | 粉丝现场人气投票第一                   | 獲獎 |       |
| 2016年 | 4月3日   | Hit FM聯播網     | 全球流行音樂金榜                  | 年度最受欢迎组合                       | 獲獎 |       |
| 2016年 | 4月10日  | 音悦Tai          | 第四屆音悅V榜年度盛典             | 內地最佳組合                           | 獲獎 |       |
| 2016年 | 6月11日  | CityFM城市之音   | 城市至尊音樂盛典                  | 年度20大金曲《大夢想家》               | 獲獎 |       |
| 2016年 | 6月11日  | CityFM城市之音   | 城市至尊音樂盛典                  | 年度聽眾最愛團體                       | 獲獎 |       |
| 2016年 | 7月28日  | 怡寶純淨水       | 亞洲新媒體電影節                  | 最佳網劇《超少年密碼》                 | 獲獎 |       |
| 2016年 | 9月27日  | 亞洲新歌榜       | 亞洲新歌榜2016年度盛典            | 年度最佳組合                           | 獲獎 |       |
| 2016年 | 12月25日 | 新浪微博         | 2016移动视频风云盛典              | 年度偶像先锋                           | 獲獎 |       |
| 2017年 | 1月16日  | 新浪微博         | 2016微博之夜                      | 微博King                               | 獲獎 |       |
| 2017年 | 5月7日   | Hit FM聯播網     | 全球流行音樂金榜                  | 年度最受歡迎組合                       | 獲獎 |       |
| 2017年 | 4月8日   | 音悦Tai          | 第五屆音悅V榜年度盛典             | 內地最佳組合                           | 獲獎 |       |
| 2017年 | 7月19日  | 网易时尚         | 2017网易娱乐跨界盛典              | 年度跨界最具榜样力量组合               | 獲獎 |       |
| 2017年 | 8月27日  | 亞洲新歌榜       | 亞洲新歌榜2017年度盛典            | 最佳組合                               | 獲獎 |       |
| 2017年 | 12月2日  | 爱奇艺           | 尖叫2018爱奇艺之夜年度盛典        | 年度组合                               | 獲獎 |       |
| 2017年 | 12月16日 | 咪咕音乐         | 音樂盛典咪咕匯                    | 年度最受歡迎樂團                       | 獲獎 |       |
| 2017年 | 12月16日 | 咪咕音乐         | 音樂盛典咪咕匯                    | 年度最具號召力樂團                     | 獲獎 |       |
| 2017年 | 12月16日 | 咪咕音乐         | 音樂盛典咪咕匯                    | 年度10大金曲《我們的時光》             | 獲獎 |       |
| 2018年 | 1月18日  | 新浪微博         | 2017微博之夜                      | 微博年度正能量偶像                     | 獲獎 |       |
| 2018年 | 1月27日  | Hit FM聯播網     | 全球流行音樂金榜                  | 年度最受歡迎組合                       | 獲獎 |       |
| 2018年 | 2月3日   | 新浪微博         | 2017移动视频风云盛典              | 年度影响力偶像组合                     | 獲獎 |       |
| 2018年 | 2月3日   | 新浪微博         | 2017移动视频风云盛典              | 年度杰出公益人物                       | 獲獎 |       |
| 2019年 | 1月11日  | 新浪微博         | 2018微博之夜                      | 微博年度最具影響力組合                 | 獲獎 |       |
| 2019年 | 12月6日  | 爱奇艺           | 2020爱奇艺尖叫之夜                | 尖叫组合                               | 獲獎 |       |
| 2019年 | 12月8日  | 腾讯音乐娱乐集团 | 2019TMEA腾讯音乐娱乐盛典          | 年度最佳团体                           | 獲獎 |       |
| 2019年 | 12月8日  | 腾讯音乐娱乐集团 | 2019TMEA腾讯音乐娱乐盛典          | 年度最受欢迎团体                       | 獲獎 |       |
| 2020年 | 1月11日  | 新浪微博         | 2019微博之夜                      | 微博十年影响力组合                     | 獲獎 |       |
| 2021年 | 1月23日  | 腾讯音乐娱乐集团 | 2020TMEA腾讯音乐娱乐盛典          | 年度最具影响力组合                     | 獲獎 |       |
| 2021年 | 1月23日  | 腾讯音乐娱乐集团 | 2020TMEA腾讯音乐娱乐盛典          | 酷我音乐年度人气单曲                   | 獲獎 |       |

## 公益活動
2014年6月，TFBOYS联合中国人口福利基金会及新浪微公益，在微博发起＃TFBOYS益起来＃让唇腭裂儿童绽放笑容公益活动。8月3日，TFBOYS在北京出席幸福微笑公益活动暨出道一周年粉丝答谢会，中国福利基金会在现场授予他们幸福微笑－救助唇腭裂儿童公益项目爱心大使的称号。8月15日，向天津塘沽爆炸遇难同胞捐款三十万元，并将出道两周年见面会的部分门票收入捐给了抗战老兵公益项目。8月20日，接受由章子怡传递的“冰桶挑戰”公益接力。10月17日，受芒果V基金邀请担任圆梦计划的圆梦大使。11月26日，参加中央电视台公益节目《梦想星搭档》第二季，成为该季第二位公益圆梦大使。
2015年1月，TFBOYS随中央电视台“心连心”艺术团赴古田镇进行慰问演出；14日，TFBOYS出席“2014微博之夜”盛典，获得“2014微博之夜”年度公益贡献奖。8月14日，以形象大使身份出席共青团中央发起的“阳光跟帖”活动启动仪式并宣读阳光宣言。8月21日，参加中央电视台纪念中国人民抗日战争暨世界反法西斯战争胜利七十周年的大型公益节目《开学第一课》，领诵宣言致敬英雄。9月16日，献唱“MusicRadio我要上学”公益项目的主题曲《Love With You》。9月23日，参加2015 Bazzar明星慈善夜，帮助“为爱加速”思源·芭莎贫困县（乡）救护车公益项目募款417万元。11月3日，成为重庆市公安消防部队公益代言人。11月30日，TFBOYS出席由腾讯QQ、QQ空间、中国扶贫基金和腾讯公益联合发起的“QQ红围巾计划”公益发布会，为偏远、贫困地区青少年定制冬日暖衣。

## 爭議事件

### 《信仰之名》抄襲
2014年10月17日其发表新单曲《信仰之名》之后，有人指出其歌曲曲风与日本动漫《科學超電磁砲》的主题曲〈Only my railgun〉过于相似，并指出有抄袭嫌疑。随后，網上有人製作兩個影片的對照版本事件随后传到日本。对此，《科学超电磁炮》的主题曲作曲者八木沼悟志回应：“确实很像，不过我觉得是有原创性的、很好的作品。如果我的作品能影响到海外的话也是很开心的事。”

### 《样young》抄襲
2015年4月24日，單曲《样young》MV發佈。幾日後，微博上的「营销号」發佈了幾張情境相似的相片，指控TFBOYS MV抄襲。此後，網上EXO的粉絲與TFBOYS的粉絲在網上引發激烈的討論。事後，導演及各傳媒為事件澄清，兩者的MV只是下雪及彈鋼琴的情節相同，這些情節在很多MV也經常出現。

### 《未來的進擊》抄襲
2017年中旬，作為網路連續劇超少年密碼的主題曲而發布的《未來的進擊》被指疑似抄襲日本動畫LoveLive!的BD特典曲《Storm in lover》，8月17日，《未來的進擊》的作曲者胡臻在微博上說其作品在2014年4月便已完成，且先寄給了日本AKB48的公司，否認抄襲。可是日本AKB48的唱片公司（KING RECORDS）與μ's的唱片公司（Lantis）完全不同，更何況這CD是在2014年4月前已經完成製作，胡臻的辩解被指是在推卸责任。

### “AliveFour”演唱会
2017年8月，TFBOYS在南京举行两场“AliveFour”四周年演唱会，与以往演唱会不同的是，此次购票需抢码获得抢票资格，而抢码则必须是一年制及以上的高级会员，注册这个高级会员需要300元人民幣左右。而在此之前的抢票过程中，时代峰峻官网、大麦等购票平台多次发生瘫痪的情况，据悉，当时抢到票的观众可谓凤毛麟角。事后，时代峰峻表示，此事属于工作人员的疏忽。部分粉丝就时代峰峻涉嫌欺诈一事向公司所属地区的北京市密云区工商局提出举报，该局已受理此案。

### 「十年之约」演唱会
2023年8月6日，TFBOYS为纪念成团十周年，于2023年8月6日，少见合体出现在陕西西安的奥林匹克体育中心体育场举办线下线上同步演唱会。这一场演唱会，旨在兑现与粉丝的十年之约，公示的票面价格分为六个档次，分别是580元、806元、980元、1280元、1680元、2013元。也因为同时举办的2023LPL总决赛，在正面上给西安市带来了4.16亿的直观收益。但是，本场活动也给西安造成了不少混乱。例如，本场演唱会吸引了大批狂熱粉絲，也给了很多票贩子在价格上的操作空间。演唱会开票前夕，众多票贩子已在朋友圈承接代抢服务，部分门票已经卖到了上万元或十万元的天价。演唱会现场，部门摆摊商家因遭遇观众逃单而亏本，实际收入仅有成本的60%。在场内，还出现了三家粉丝为了自己偶像的私利，不惜在场内大打出手的失控场面。